# Mirnyj (Antartide)

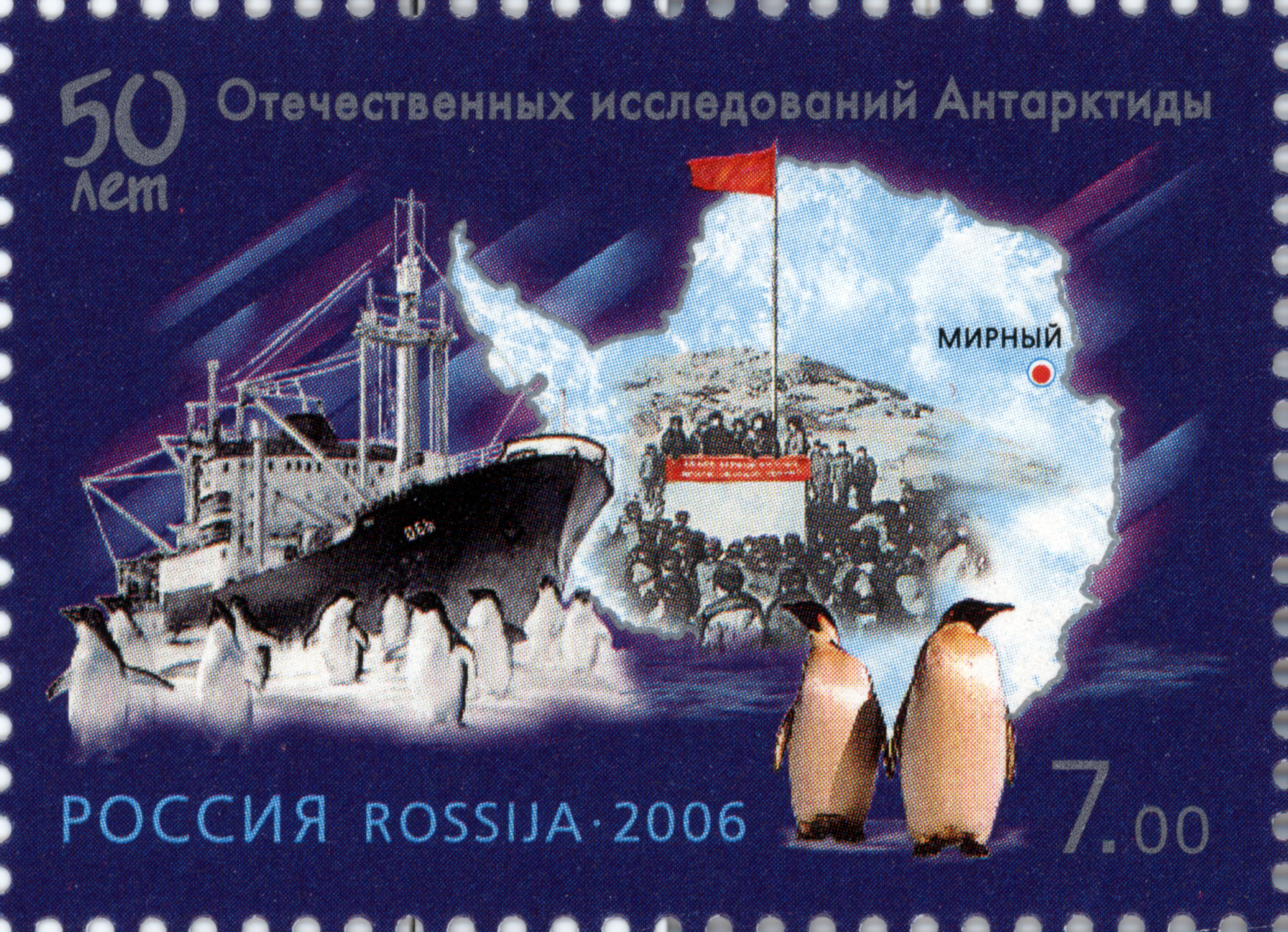
Francobollo commemorativo del 2006 emesso dalle poste russe in occasione del cinquantenario dell'apertura della base

La base permanente Mirnyj fu aperta dai sovietici a Capo Davis (penisola di Mirnyj), sulla costa orientale dell'Antartide, il 13 febbraio 1956. Posta su un fondo roccioso affiorante ( a quota 40 m s.l.m.), rappresenta il più importante centro di studio russo nel continente antartico, nonché lo snodo operativo per la base Vostok.
Fu la prima base permanente aperta dai sovietici nel corso del programma delle spedizioni antartiche sovietiche.

## Clima
Ubicata sul Circolo Polare Antartico, a Mirnyj il giorno polare va dal 7 dicembre al 5 gennaio, mentre è assente la notte polare. La temperatura media annua (1956-2006) è di −11,3 °C (deviazione standard: 0,8 °C); il mese più caldo è gennaio (−1,8 °C), il più freddo agosto (−17,0 °C). Nell'archivio 1956-2006, gli estremi si pongono tra una massima di 6,8 °C (gennaio 2005) e una minima di −40,3 °C.
La scomposizione per decenni della temperatura media annua fornisce il seguente quadro:
- 1956-65 :        −11,61 °C
- 1966-75 :        −11,06 °C
- 1976-85 :       −11,29 °C
- 1986-95 :        −11,34 °C
- 1996-05 :        −11,13 °C

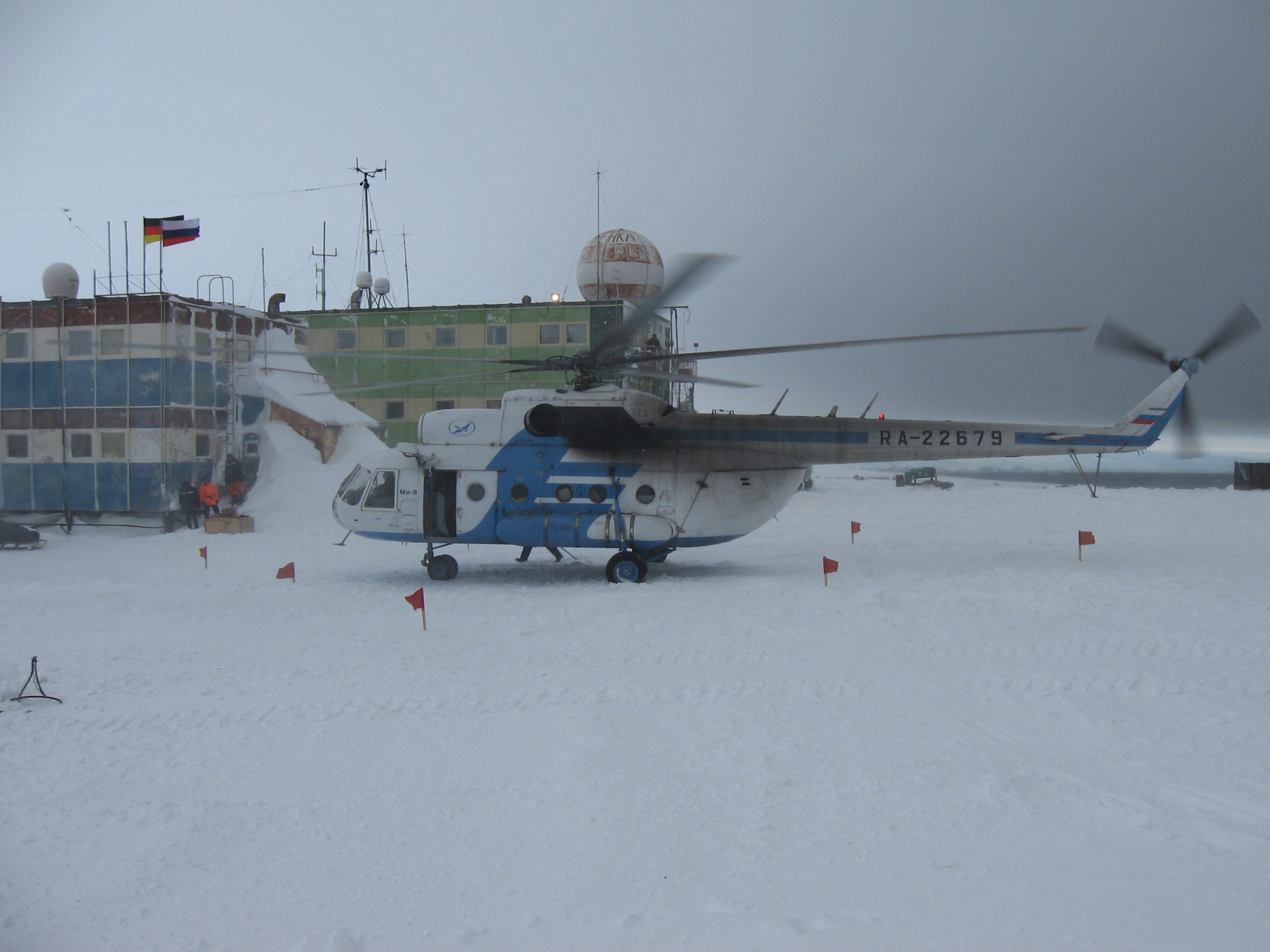
Elicottero Mil Mi-8 presso la base

Tale andamento non è sincrono rispetto a quello delle basi di Casey e Dumont d'Urville, che sorgono alla stessa latitudine lungo la costa dell'Oceano Indiano, dove la fase di optimum è successiva, seguita da un raffreddamento che prosegue nel XXI secolo. Mirnyj è battuta dai venti: in media, per 204 giorni all'anno raggiungono, o superano, i 15 m/s; il massimo misurato è stato di 56 m/s. Le precipitazioni sono soggette a forte variabilità: i mesi in cui si concentrano, sono quelli invernali (media di giugno: 75,6 mm; luglio: 75,7 mm), quando più alta è l'attività ciclonica, ma il totale annuo varia da un minimo di 226,2 mm (1978) a un massimo di 1160,4 mm (2000).

## Struttura
Dislocata su un'area di 50000 m², Mirnyj dispone di 30000 m² di ambienti, in 30 edifici. Può ospitare fino a un massimo di 169 persone nel periodo estivo; la media invernale è di 60. Per la sua operatività, ogni anno si consumano 460 m³ di carburante e 1200 m³ d'acqua ottenuti per scioglimento di neve e ghiaccio. La base fa parte della rete dell'Organizzazione Meteorologica Mondiale; il codice identificativo è 89592.